# Троянский монастырь
Троя́нский монасты́рь Успе́ния Богоро́дицы (болг. Троянски манастир «Успение Богородично») — третий по величине православный ставропигиальный мужской монастырь Болгарской православной церкви. Расположен в северной части Болгарии на склоне Старо-планинских гор в 10 км от города Трояна в живописном месте на берегу реки Черни-Осым близ села Орешак.

## История
Монастырь основан в начале XVII века игуменом Каллистратом. Предание говорит, что в то время в монастырь афонскими монахами был принесён список иконы Богородицы «Троеручицы», оригинал которой находится в Хиландарском монастыре. В настоящее время эта икона представляет одну из главных реликвий монастыря.
Главная церковь монастыря построена на месте старой церкви мастером Константином из города Пештера. Освящена 6 августа 1835 года великотырновским митрополитом Иларионом. Пятиэтажная башня-колокольня построена мастером Иваном из Млечево в 1866 году. Реставрационные работы осуществлены в 1897 году. Жилые корпуса выстроены в стиле Болгарского Возрождения.
Патриарх Болгарии Максим первоначально был послушником в этом монастыре и после кончины был погребён 9 ноября 2012 года в обители.
Троянский монастырь входит в число ста национальных туристических объектов.

## Церковь Успения Богородицы
Церковь представляет собой крестокупольный трёхконхоидальный храм с отделённым притвором и открытой арочной галереей, примыкающей к зданию с западной и отчасти северной стороны. В церкви находится изящный резной иконостас 1839 года.
Однако наибольшую художественную ценность представляют фрески, созданных выдающимися болгарскими художниками Захарием и Димитром Зографами в 1847—1848 годах. Фресками расписаны как интерьер здания, так и галереи. Среди прочих были повторены сюжеты «Страшный суд» и «Колесо жизни». На северной стене среди ктиторских портретов мастер написал и свой автопортрет.

## Настоятели
- архимандрит Климент (Коевский) (упом. 1950)
- архимандрит Геласий (Михайлов) (1 октября 1968 — 31 июля 1977)
- епископ Арсений (Чакандраков) (1 август 1977—1979)
- епископ Величский Иосиф (Босаков) (24 марта 1981—1982)
- епископ Агафоникийский Наум (Шотлев) (28 ноября 1982 — 15 июля 1986)
- архимандрит Кирилл (Ковачев) (4 сентября 1986 — 8 декабря 1987)
- епископ Смоленский Нестор (Крыстев) (1991—1992)
- епископ Мелнишский Геннадий (Вылчев) (10 декабря 1998 — 26 мая 2008)
- епископ Девольский Феодосий (Купичков) (27 мая 2008 — 8 декабря 2010)
- епископ Браницкий Григорий (Цветков) (февраля 2011 - 2014)[1]
- епископ Величский Сионий (Радев) (1 мая 2014 — 26 июня 2025)[2]
- епископ Драговицкий Василий (Савов) (с 26 июня 2025)

## Галерея

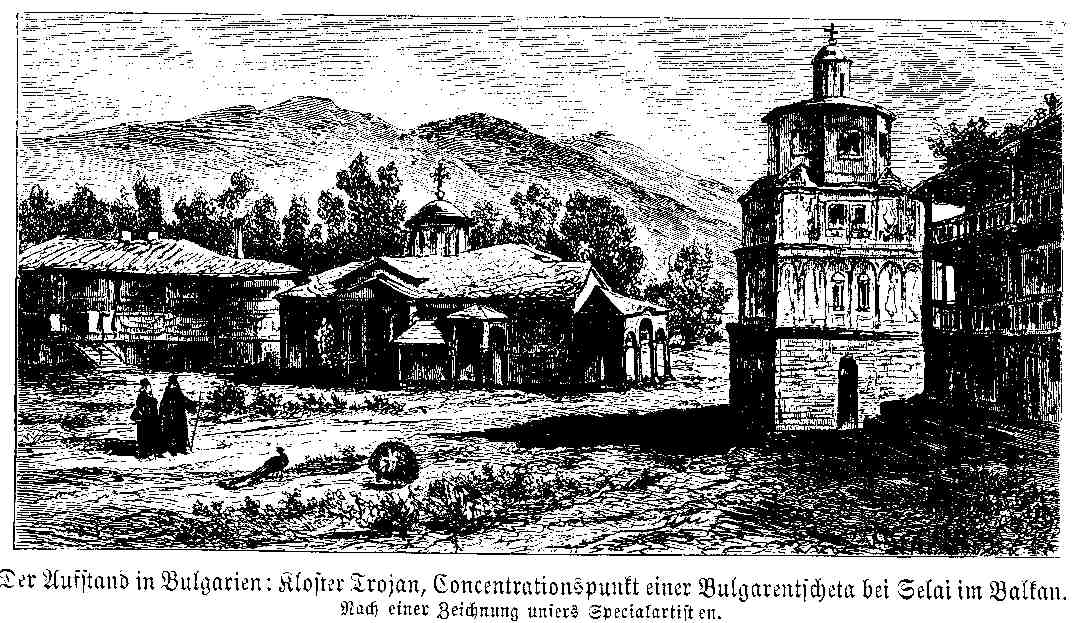
Рисунок монастыря 1876 г.
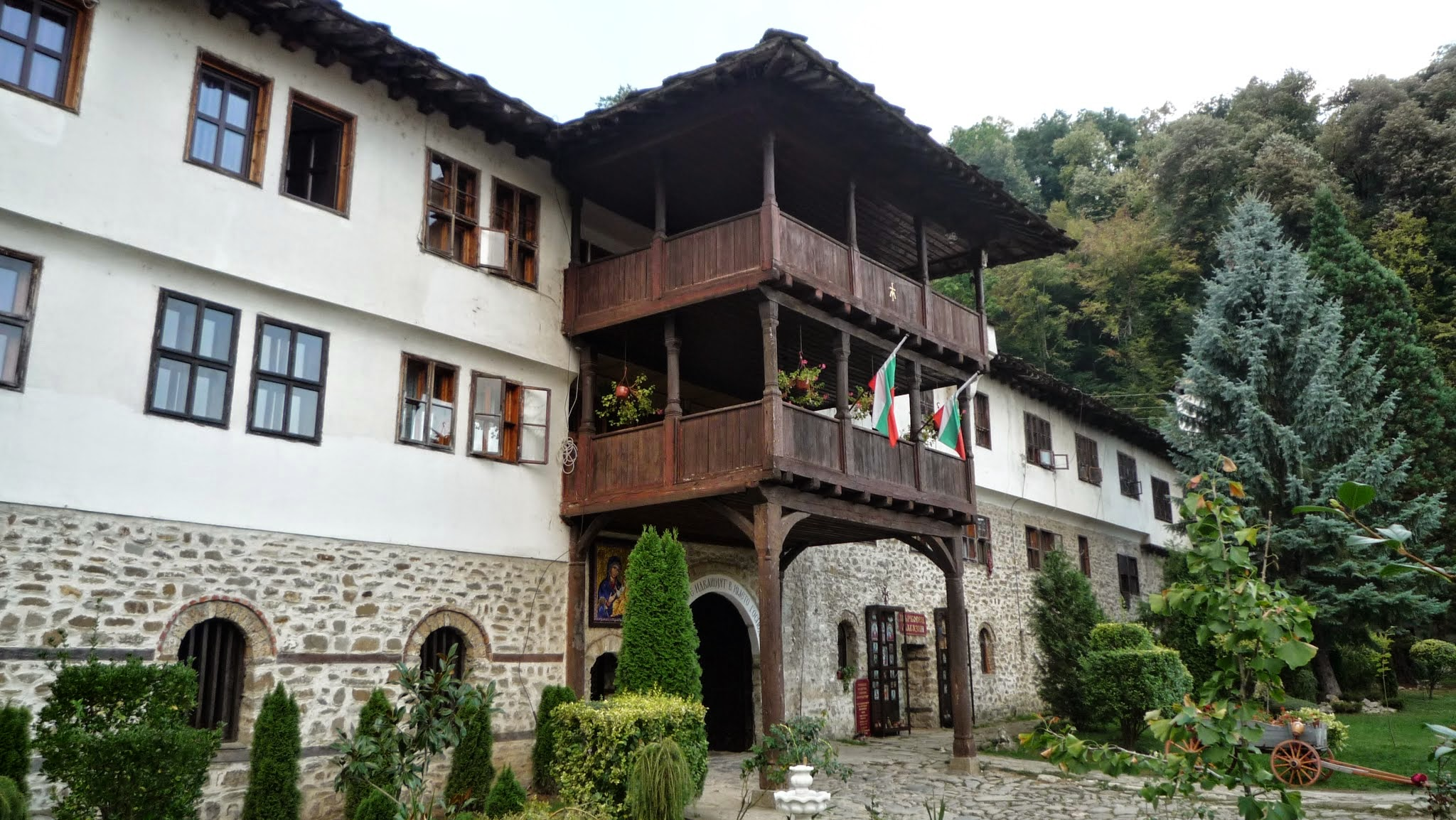
Вход
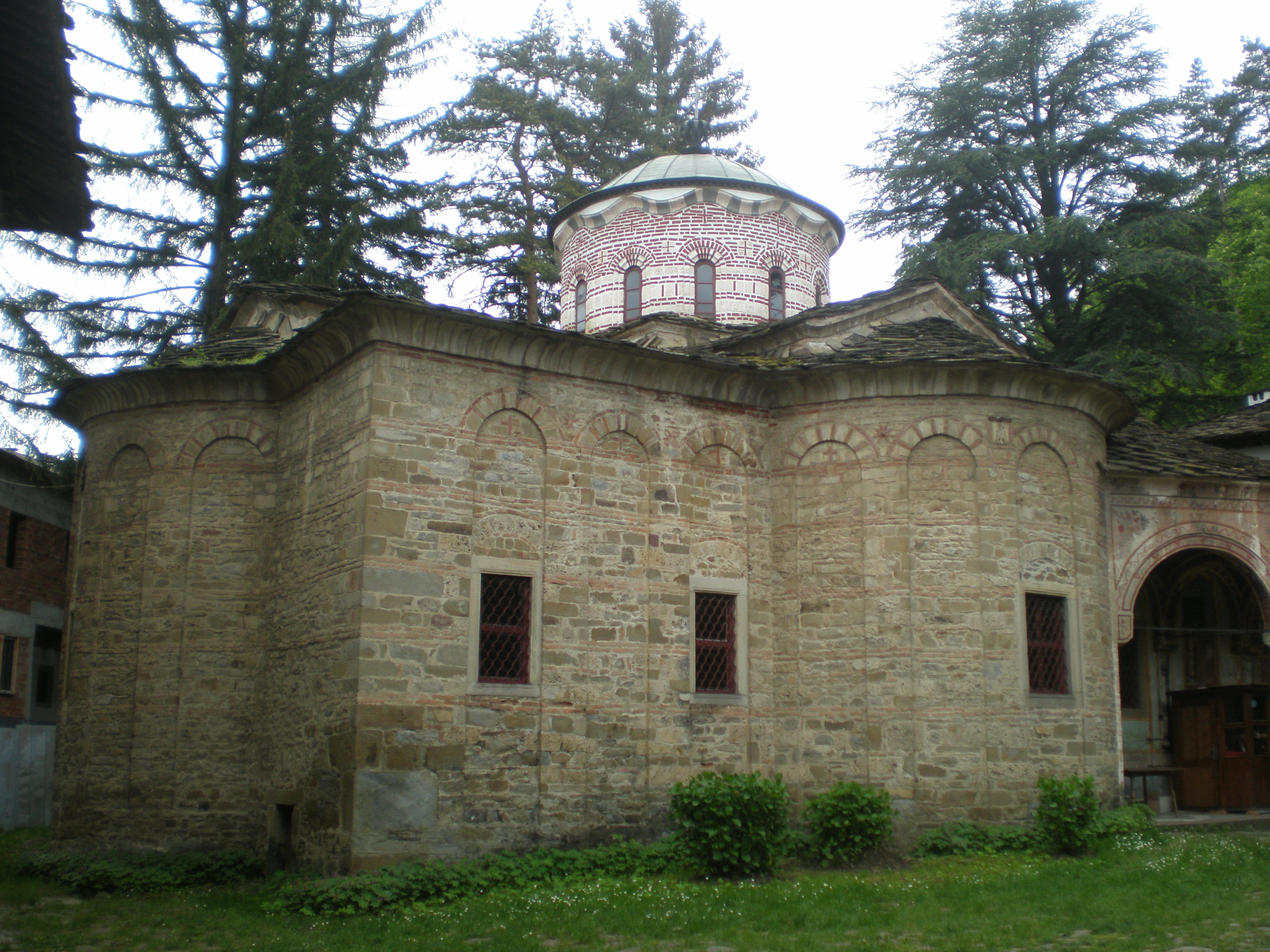
Церковь «Успение Богородицы»
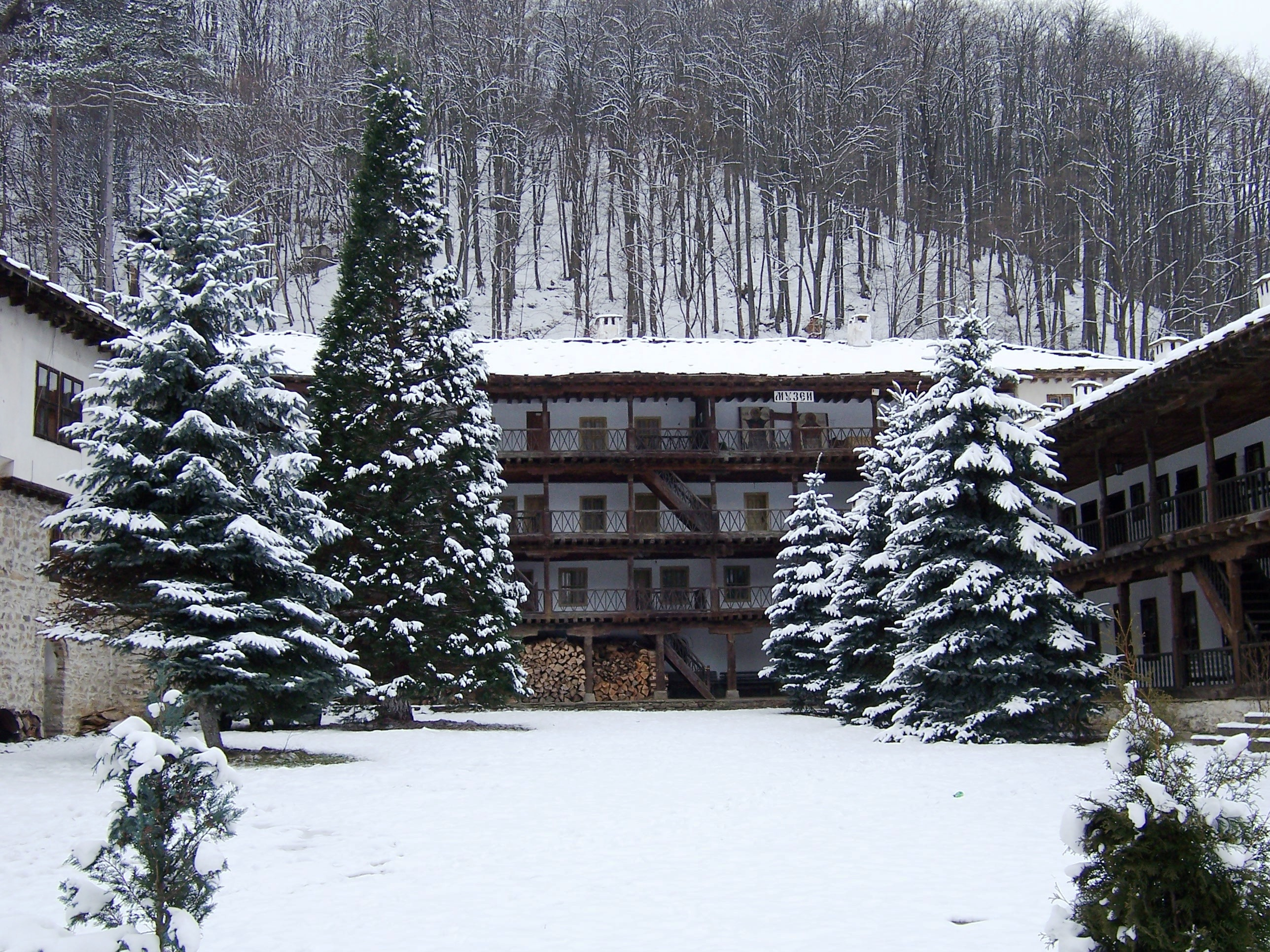
Монастырский двор
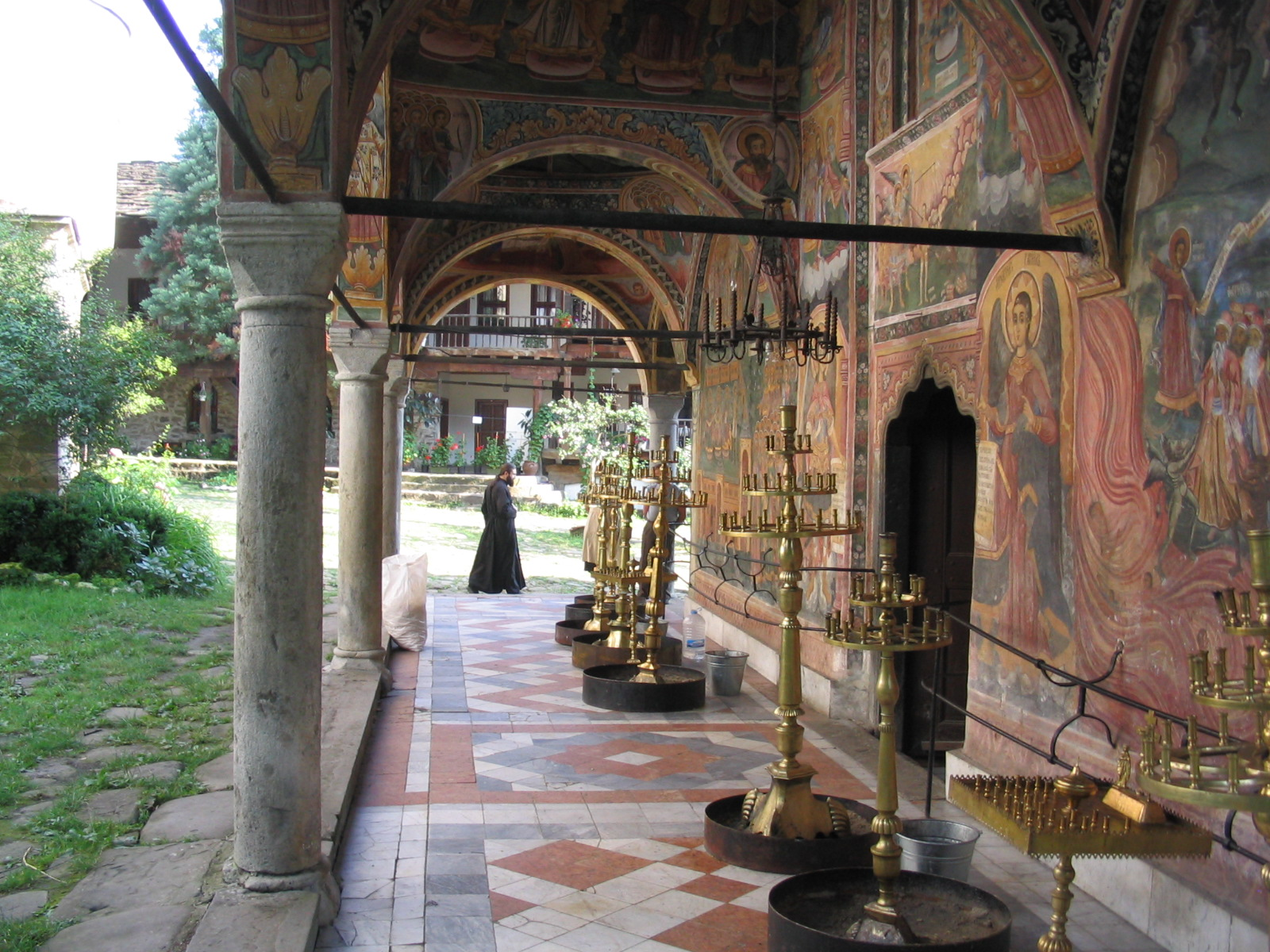
Вход в церковь Успения Богородицы
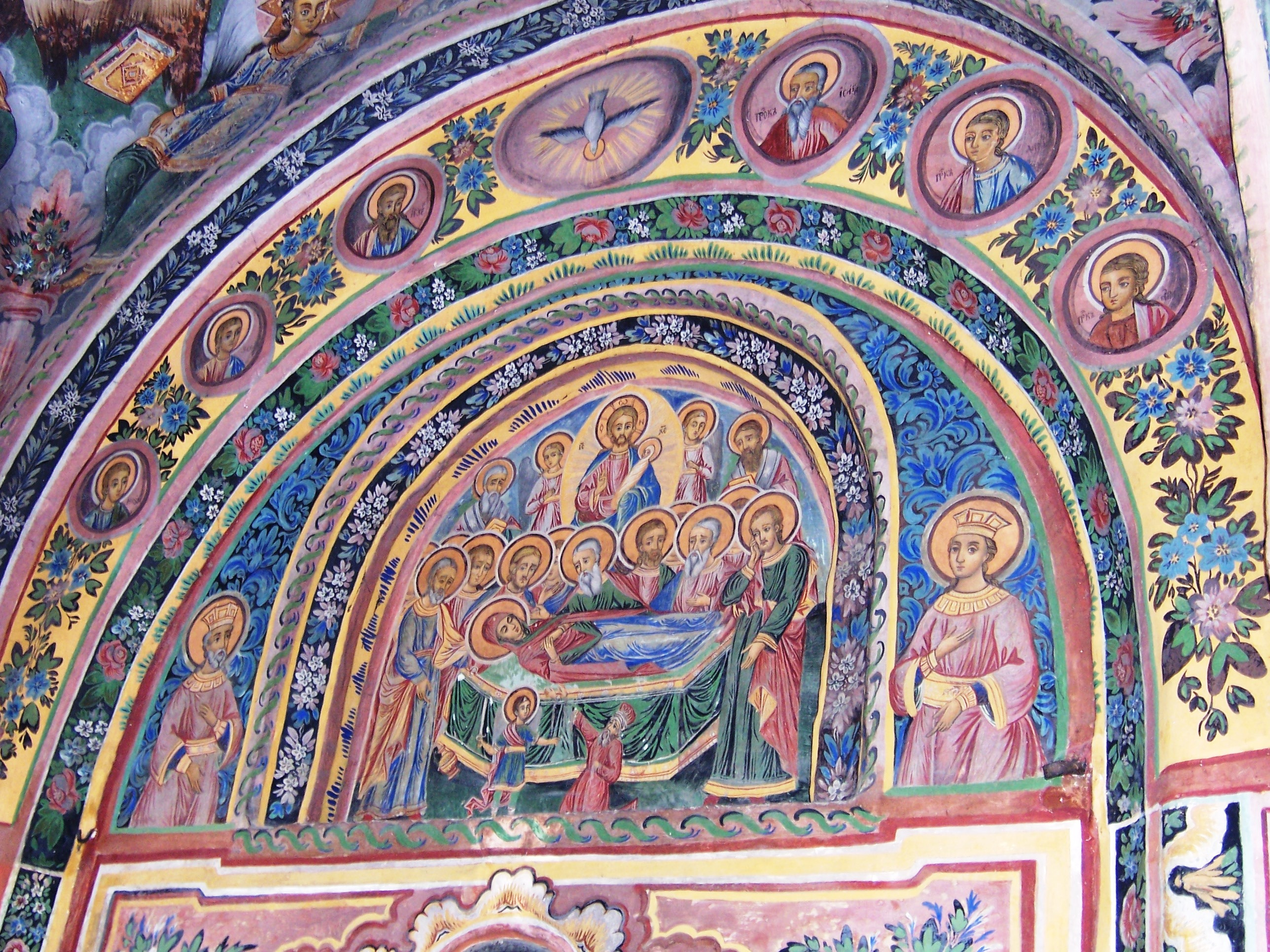
Фреска «Успение Богородицы»
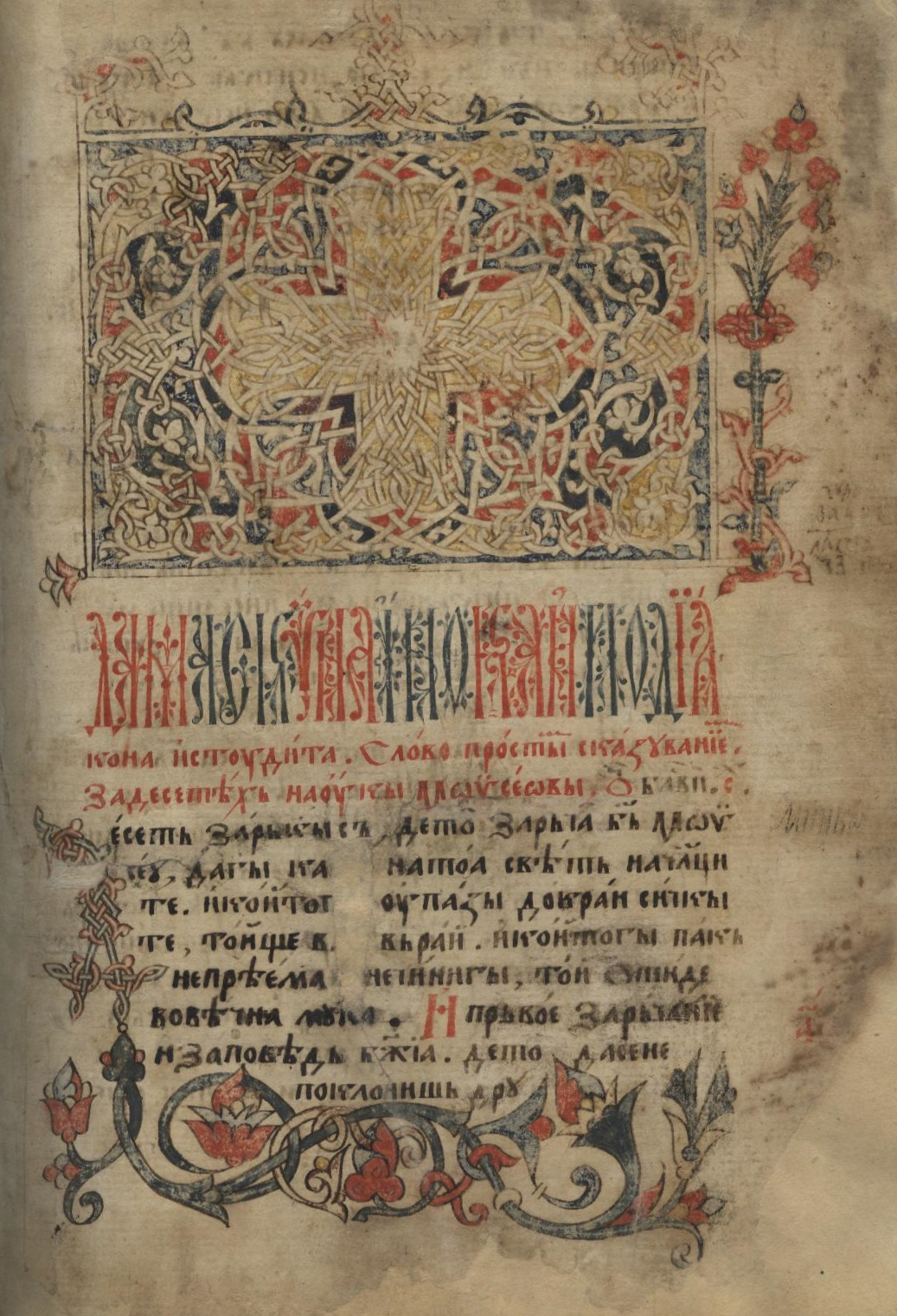
Троянский дамаскин XVII века
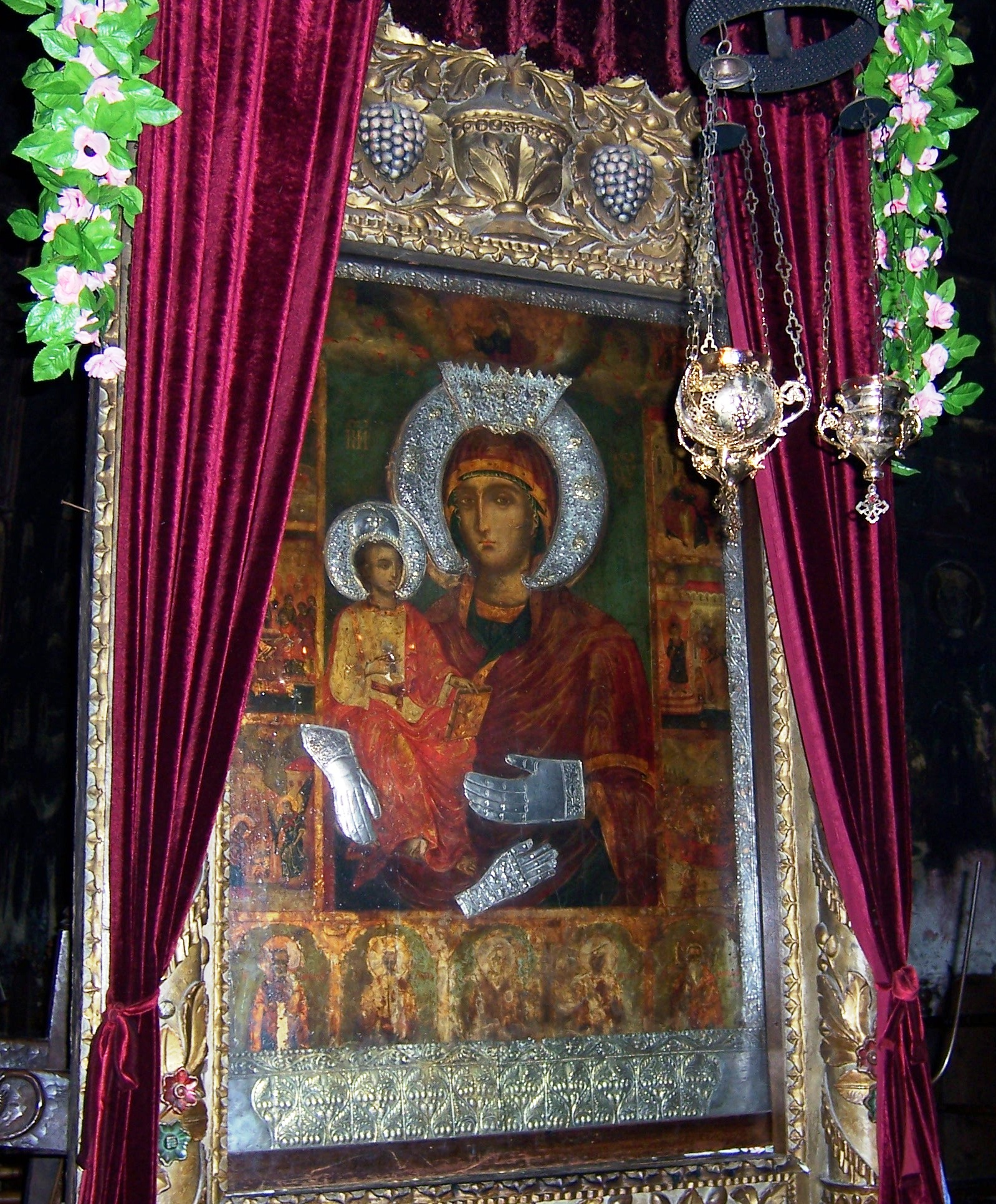
Икона Богоматери Троеручица
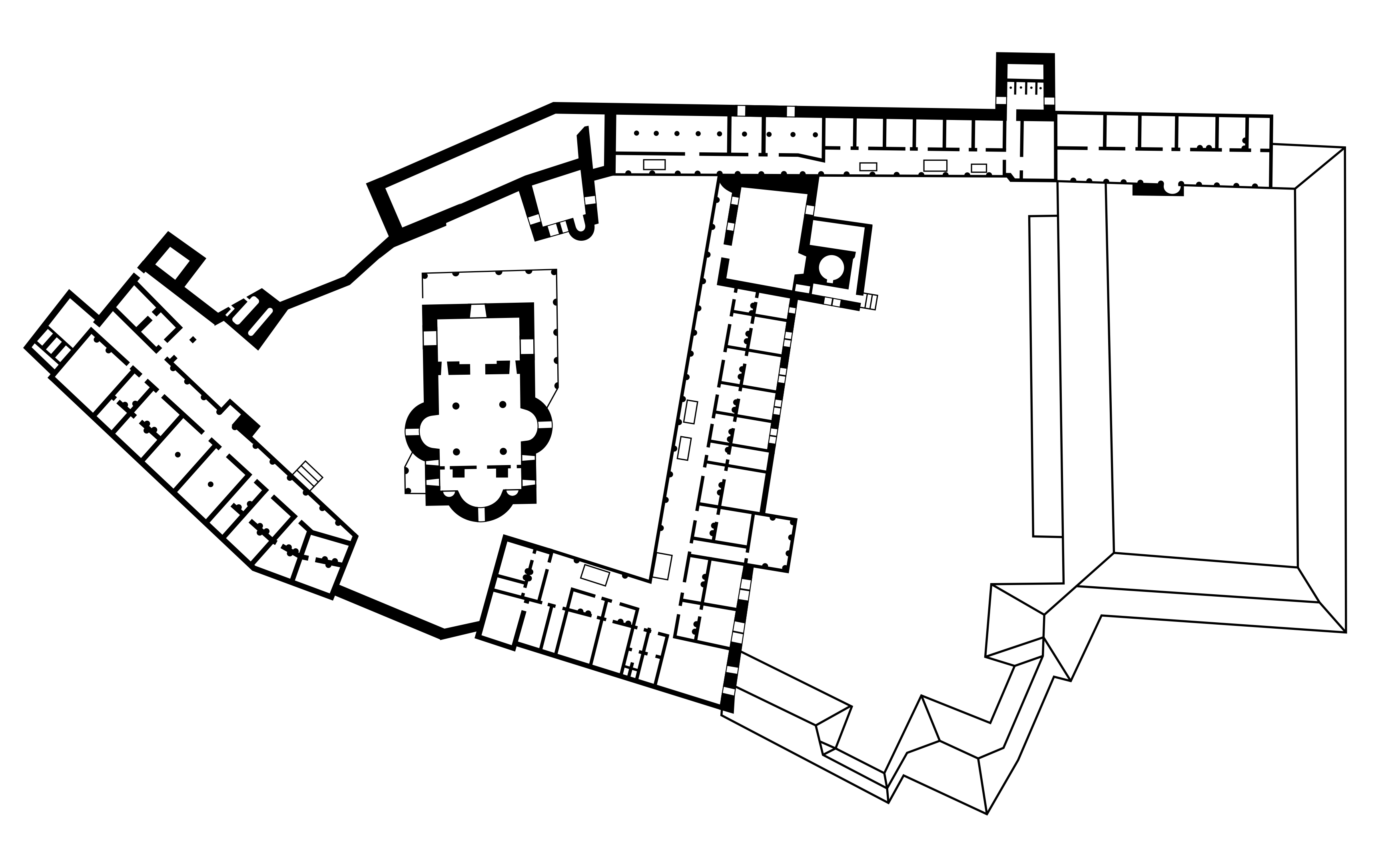
План монастыря